# Kurwa (dystrykt Godda)
Kurwa – wieś w Indiach położona w stanie Jharkhand, w dystrykcie Godda, w tehsilu Poreyahat.
Całkowita powierzchnia miejscowości wynosi 203 ha (2,03 km²). Według spisu z 2011 w Kurwie znajduje się 121 domów i zamieszkuje ją 541 osób.